# 雷姆圣乔治
雷姆圣乔治（法語：Rhêmes-Saint-Georges，法語發音：[ʁɛm sɛ̃ ʒɔʁʒ]）是意大利瓦莱达奥斯塔大区的一个市镇。总面积36平方公里，人口207人，人口密度5.8人/平方公里（2009年）。ISTAT代码为007056。